# 1962 у літературі

## Нагороди

### Нобелівська премія з літератури
- Нобелівську премію з літератури отримав американський письменник Джон Стейнбек.

### Національна премія України імені Тараса Шевченка
- Гончар Олесь Терентійович за роман «Людина і зброя»
- Тичина Павло Григорович за «Вибрані твори» у трьох томах

### Гонкурівська премія
- 1962 — Анна Лангфю, «Піщаний багаж» (фр. Les Bagages de sable) (Галлімар)

## Народились
- 21 лютого - американський письменник Чак Поланік («Бійцівський клуб», «Щоденник», «Задуха») і журналіст українського походження.
- 8 травня - Ульяненко Олесь Станіславович, український письменник, лауреат малої Шевченківської премії 1997 року.
- 24 вересня - Крістін Омарсдоттір, ісландська письменниця.
- 3 листопада - Роздобудько Ірен Віталіївна, українська журналістка, письменниця («Мерці», «Дванадцять», «Все, що я хотіла сьогодні...», «Я знаю, що ти знаєш, що я знаю»).
- 22 листопада - Пелевін Віктор Олегович, російський письменник («Омон Ра», «Empire «V», «S.N.U.F.F», «Синій ліхтар»).
- 11 грудня - Чарлі Маккесі, автор книги «Хлопчик, Кріт, Лис та Кінь».

## Померли
- 3 березня — П'єр Бенуа, французький письменник, (нар. 1886).
- 16 квітня - Ясунарі Кавабата, японський письменник («Снігова країна», «Стогін гори»), лауреат Нобелівської премії (1968).
- 6 липня - Вільям Фолкнер, американський письменник, лауреат Нобелівської премії (1949; «Світло в серпні»), кіносценарист («Мати і не мати»).
- 27 липня - Річард Олдінгтон, англійський письменник («Смерть героя», «Усі люди - вороги»).
- 9 серпня — Герман Гессе, німецький письменник («Гра в бісер», «Степовий вовк»), лауреат Нобелівської премії (1946).

## Нові книжки
18 листопада - у черговому номері журналу «Новый мир» надруковано повість «Один день Івана Денисовича», перший твір Олександра Солженіцина.